# یواس‌ان‌اس میشن سن دیگو (تی-ای‌او-۱۲۱)
یواس‌ان‌اس میشن سن دیگو (تی-ای‌او-۱۲۱) (به انگلیسی: USNS Mission San Diego (T-AO-121)) یک کشتی بود که طول آن ۵۲۴ فوت (۱۶۰ متر) بود. این کشتی در سال ۱۹۴۴ ساخته شد.